# 阿迪特馬里烏帕齊拉
阿迪特馬里乌帕齐拉是孟加拉国拉爾莫尼哈德縣的一个乌帕齐拉，位於朗布爾专区的拉爾莫尼哈德縣。。

## 人口
據1991年孟加拉國人口普查，阿迪特馬里共有戶數33,343戶，人口176760人。其中男性佔比51.22%，女性佔比48.78%；成年人口84,204人。該地7歲以上人口之平均識字率為18.6%，低於全國平均值（32.4%）。